# ريكس دنلوب
ريكس دنلوب (بالإنجليزية: Rex Dunlop)‏ هو لاعب كرة قدم ومدرب كرة قدم بريطاني، ولد في 21 سبتمبر 1927 في دامفريس ‏ في المملكة المتحدة. لعب مع نادي دمبرتون ونادي رينجرز.